# Clarksville (Nieuw-Zeeland)
Clarksville is een gehucht 3 kilometer ten zuidwesten van Milton in de regio Otago op het Zuidereiland van Nieuw-Zeeland. In Clarksville komen Highway 1 en 8 bij elkaar.